# James William Moore
James William Moore (* 12. Februar 1818 im Montgomery County, Kentucky; † 17. September 1877 in Mount Sterling, Kentucky) war ein US-amerikanischer Jurist und konföderierter Politiker.

## Werdegang
James William Moore wurde ungefähr drei Jahre nach dem Ende des Britisch-Amerikanischen Krieges in Kentucky geboren und wuchs dort auf. Er studierte Jura und erhielt seine Zulassung als Anwalt. Zwischen 1851 und 1858 war er als Richter am State Court in Kentucky tätig. Er verfolgte auch eine politische Laufbahn. 1861 nahm er als Delegierter an der Sezessionsversammlung von Kentucky teil, wo er für die Sezession seines Staates stimmte. Er wurde dann im November 1861 für den zehnten Wahlbezirk von Kentucky in den ersten Konföderiertenkongress gewählt, wo er am 18. Februar 1862 seinen Posten antrat. Er kandidierte erfolgreich für den zweiten Konföderiertenkongress und war dann dort bis 1865 tätig. Nach dem Ende des Bürgerkrieges nahm er wieder seine Tätigkeit als Jurist auf. Am 28. September 1866 erhielt er vom US-Präsidenten Andrew Johnson seine Begnadigung. Moore verstarb 1877 in seiner Heimatstadt Mount Sterling (Montgomery County) und wurde dann dort auf dem Machpelah Cemetery beigesetzt.